# 温策奈姆
温策奈姆（法語：Wintzenheim，法語發音：[vintsənaim] ⓘ）是法国大東部大區上莱茵省的一个市镇，属于科尔马-里博维莱区。 

## 地名
由于语源问题，该地名“Wintzenheim”拼读方式不符合法语正字法，其标准发音为[vintsənaim]，根据实际发音其应译作“温策奈姆”，《世界地名翻译大辞典》与《世界地名译名词典》将其误译作“万泽内姆”。

## 地理
温策奈姆（48°4'23"N, 7°17'24"E）面积18.97 平方千米，位于法国大東部大區上莱茵省，该省份为法国东部内陆省份，是阿尔萨斯的一部分，今与下莱茵省组成了阿尔萨斯欧洲集体，其北临下莱茵省，西接孚日省，西南接贝尔福地区省，东侧沿莱茵河与德国相望，南与瑞士接壤。
与温策奈姆接壤的市镇（或旧市镇、城区）包括：蒂尔凯姆、埃吉赛姆、韦托尔赛姆、弗格特林索芬、维尔欧瓦勒、瓦尔巴克、英格赛姆、科尔马。
温策奈姆的时区为UTC+01:00、UTC+02:00（夏令时）。

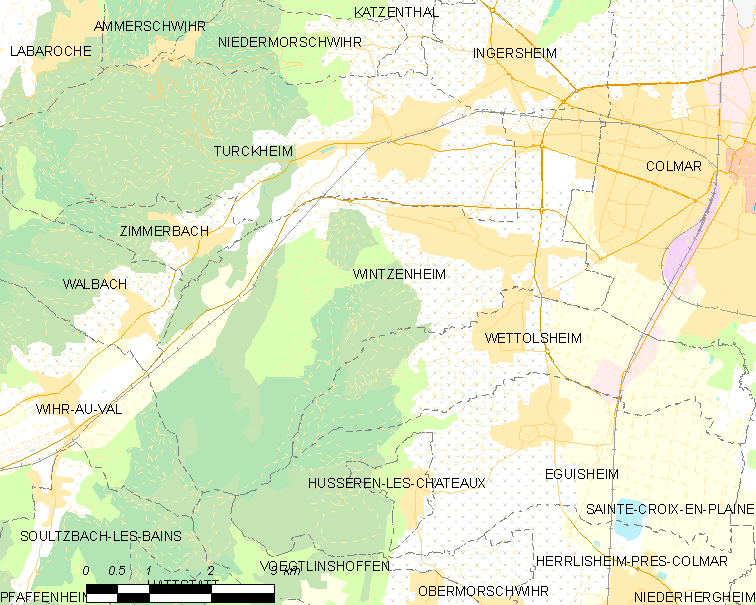
温策奈姆的OSM定位图

## 行政
温策奈姆的邮政编码为68920、68124，INSEE市镇编码为68374。

## 政治
温策奈姆所属的省级选区为温策奈姆县。

## 人口

1962-2008年间温策奈姆人口变化图示

温策奈姆于2022年1月1日时的人口数量为8045人。

## 图集

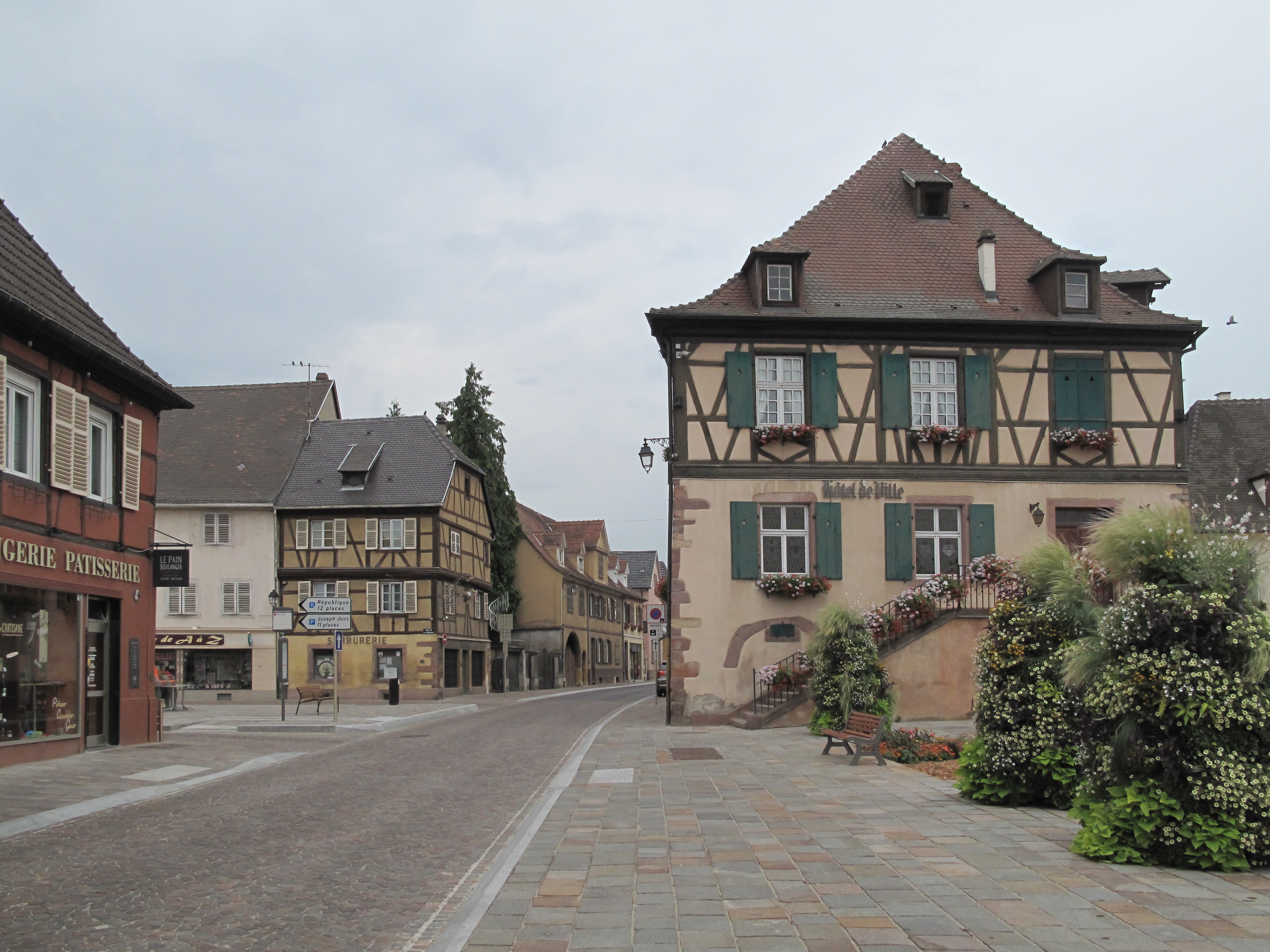
街旁的市政厅
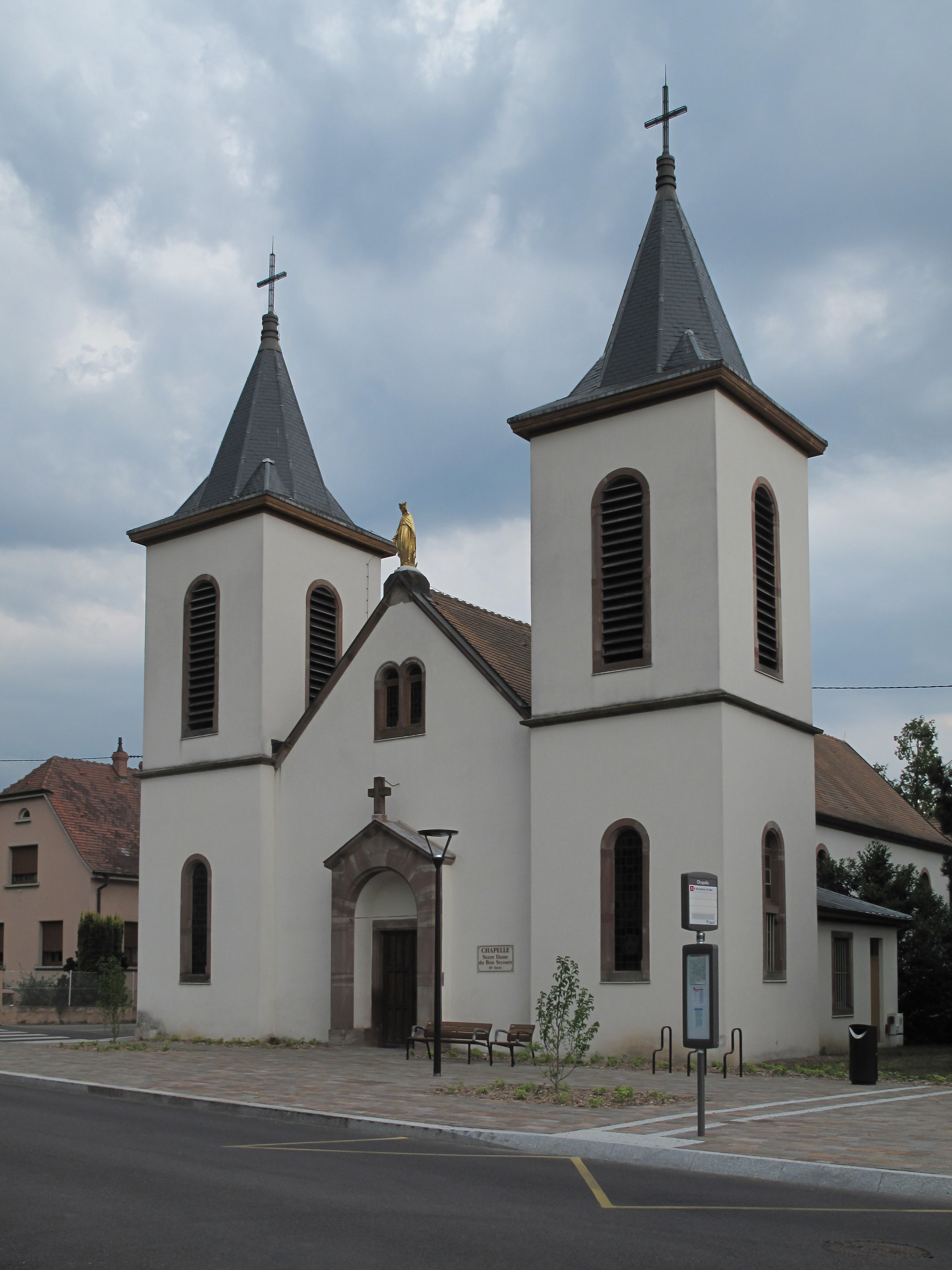
圣母小教堂
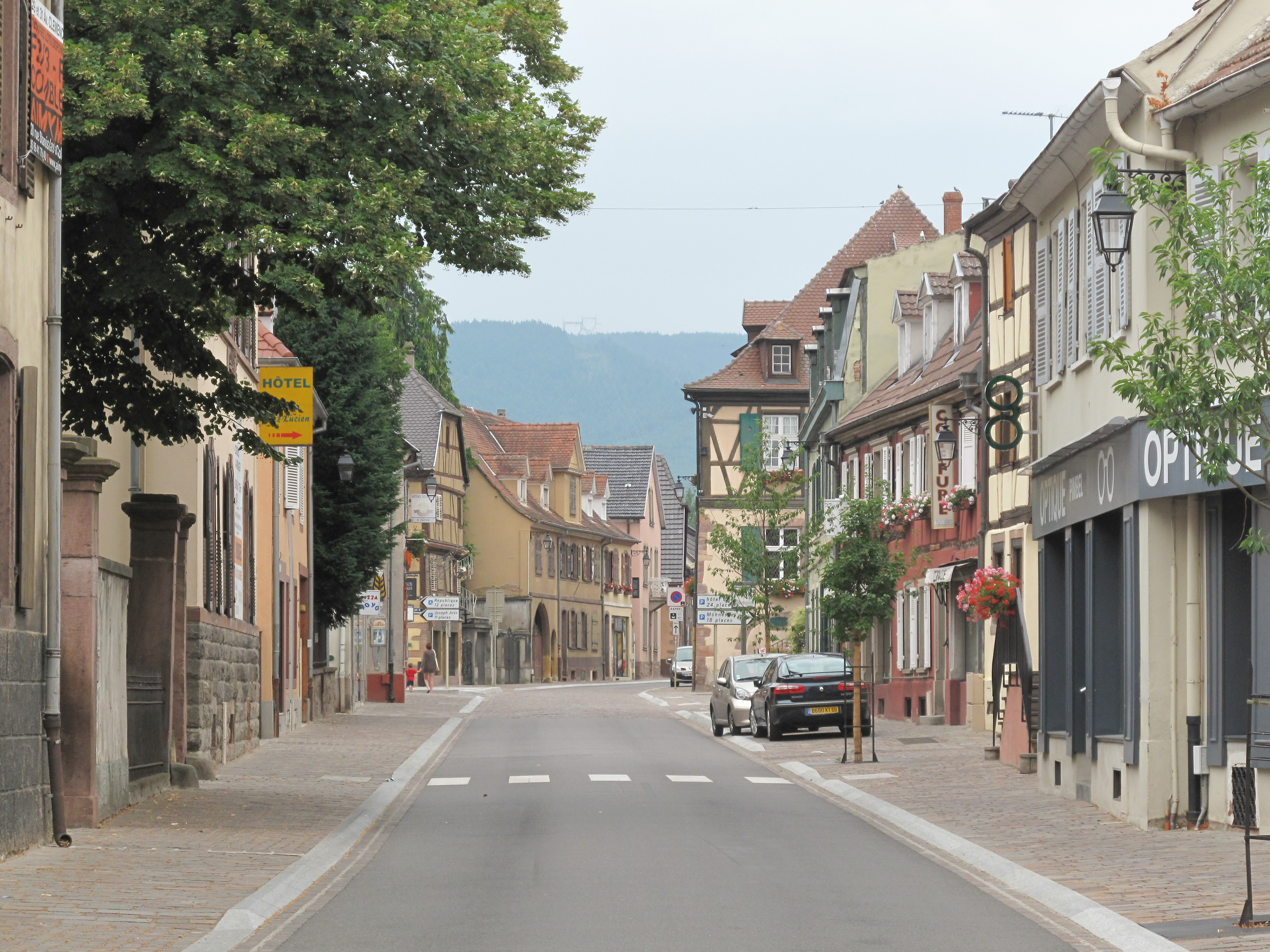
克列孟梭路
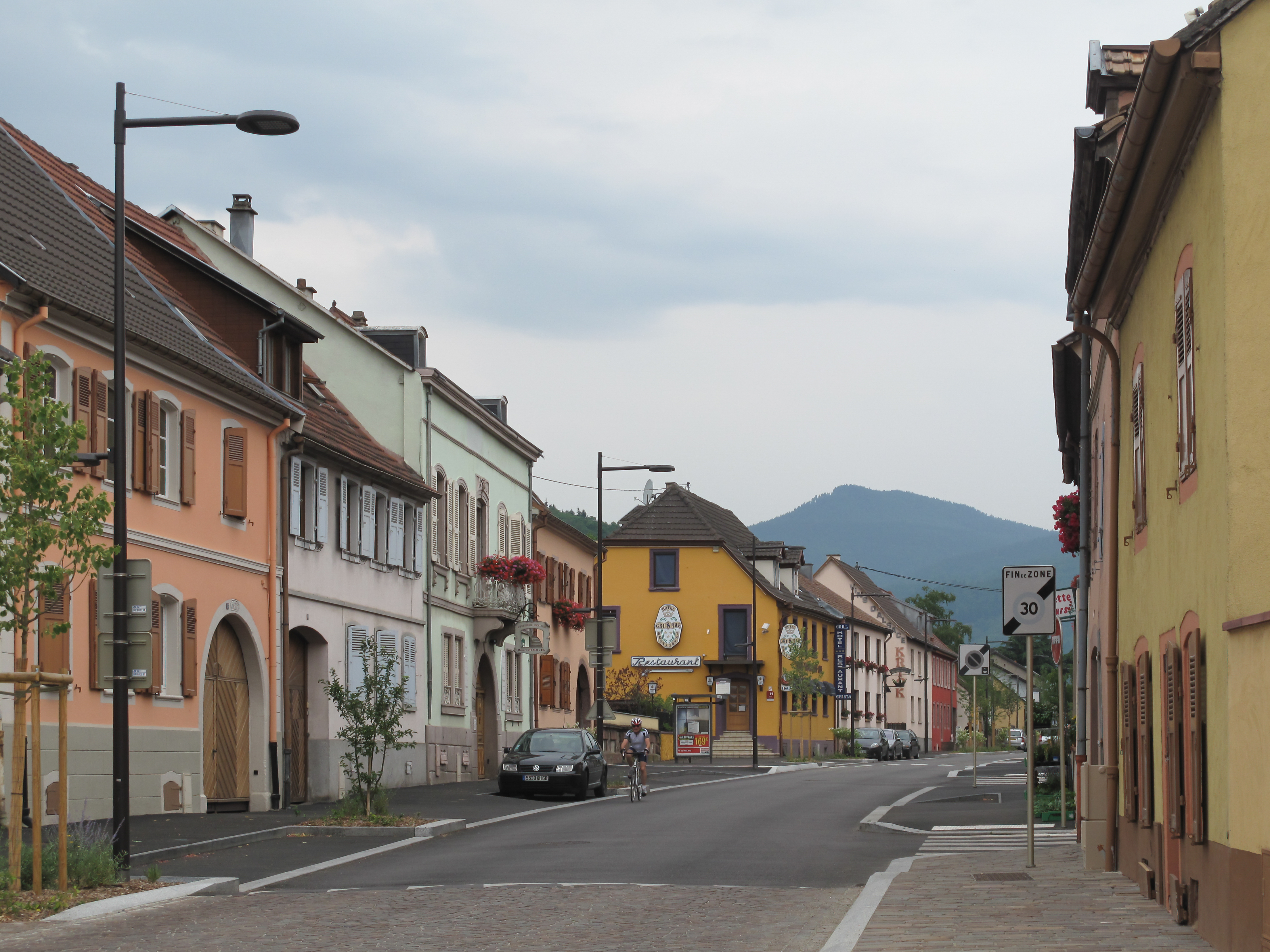
克列孟梭路